# قطف الأوعية بالتنظير
قطف الأوعية بالتنظير تقنية جراحية تُجرى بالتوازي مع جراحة فتح مجرى جانبي للشريان التاجي، ويسمى هذا المجرى «مجازة». لدى المرضى الذين يعانون من الداء الإكليلي (مرض القلب التاجي)، قد يوصي الطبيب بإجراء مجازة ليتمكن الدم من اجتياز الشرايين المسدودة لاستعادة تدفق الدم والأكسجين إلى القلب وتحسينهما. لإنشاء المجازة، يأخذ الجراح أو «يقطف» الأوعية الدموية السليمة من جزء آخر من الجسم، غالبًا من ساق المريض أو ذراعه. يصبح هذا الوعاء بمثابة رقعة، إذ يرتبط أحد طرفيه بمصدر دم أعلى المنطقة المسدودة والطرف الآخر أسفلها، ما يخلق قناة «توصيل» أو اتصالًا جديدًا يسمح بتدفق الدم ضمن جدار القلب.
يتأثر نجاح المجازة التاجية بجودة قناة التوصيل وكيفية التعامل معها أو معالجتها في أثناء قطف الأوعية وخطوات التحضير قبل وضع المجازة.
يمكن قياس النجاح من خلال:
- الحاجة إلى تكرار إعادة التوعية لعلاج انسداد جديد
- الإمراضية
- معدل الوفيات (بالحد الأدنى)

## الطريقة
تُمارس جراحة فتح مجرى جانبي للشريان التاجي منذ ستينيات القرن العشرين. تاريخيًا، كانت الأوعية - مثل الوريد الصافن الكبير في الساق أو الشريان الكعبري في الذراع - تُقطف باستخدام جراحة «مفتوحة» تقليدية تتطلب إجراء شق واحد طويل من الفخذ إلى الكاحل، أو تقنية «التجسير» التي تستخدم ثلاثة أو أربعة شقوق أصغر.
تُعرف التقنية الأقل توغلًا باسم قطف الأوعية بالتنظير، وهي إجراء يتطلب شقًا واحدًا بطول 2 سم بالإضافة إلى شق أو شقين أصغر بطول 2-3 مم.
تتضمن كل طريقة قطع وإغلاق الأوعية الدموية الصغيرة التي تتفرع من الوعاء الرئيسي بعناية قبل إزالتها من الجسم. لا تضر هذه الممارسة بشبكة الأوعية الدموية المتبقية، والتي تتعافى وتحافظ على تدفق دم كاف إلى الأطراف، ما يسمح لجسم المريض باستئناف وظائفه على نحو طبيعي دون آثار ملحوظة.
لا يوجد دليل على خطر الإصابة بعدوى في موقع الجراحة وتفزر الجرح عند استخدام المشابك الطبية أو الغرز لإغلاق الجرح بعد قطف الرقعة الوريدية.

## الاستخدام
يستخدم قطف الأوعية بالتنظير شقوقًا صغيرة وأدوات متخصصة طفيفة التوغل لكشف الفروع الجانبية وقطعها وإغلاقها داخليًا وإزالة الأوعية الدموية السليمة بأقل قدر من الرض الوعائي والنسيجي. أظهر قطف الأوعية بالتنظير فوائد مهمة في الدراسات السريرية، بما في ذلك تقليل خطر العدوى ومضاعفات الجروح، وانخفاض الألم والتورم بعد العمل الجراحي، والتعافي السريع مع ندوب بالحد الأدنى. يسمح تقليل الألم للمرضى بالتعافي والعودة إلى الحركة الطبيعية في وقت أسرع، وتقليل مدة الإقامة في المستشفى. وبالتالي يستطيعون بدء برامج إعادة التأهيل القلبي في وقت أقرب.
طُور إجراء قطف الأوعية بالتنظير في 1995، وتسارع اعتماده في 2005 بعد أن خلصت الجمعية الدولية لجراحة القلب والصدر طفيفة التوغل إلى أن قطف الأوعية بالتنظير يجب أن يكون معيار الرعاية لقطف الأوعية. قطف الأوعية بالتنظير هو المعيار الفعلي للرعاية الآن، ويُجرى في معظم المستشفيات في الولايات المتحدة. خلصت دراسة أجريت في 2009 نشرها الدكتور ريناتو لوبيز وآخرون في نيو إنغلاند جورنال أوف ميديسين إلى أن النتائج السريرية لقطف الأوعية بالتنظير كانت أدنى من قطف الأوعية المفتوح، ما أدى إلى موجة من المقالات في وسائل الإعلام الرئيسية. أُجريت هذه الدراسة بين 2002 و2007. تحدى بعض الأطباء السريريون نتائج الدراسة، بينما شكك آخرون في منهجيتها. تساءل الأطباء السريريون المتمرسون الآخرون عما إذا كان اعتماد قطف الأوعية بالتنظير وتجربة الممارسين له قد أثر على البيانات، إذ تطورت تجارب الممارسين وتقنياتهم والتكنولوجيا منذ بدء الدراسة في 2002. دعا الكثير من الأطباء السريريون إلى إجراء المزيد من الدراسات طويلة الأمد.